# Madegney
Madegney ([madˈɲɛ] ) ist eine französische Gemeinde mit 126 Einwohnern (Stand: 1. Januar 2022) im Département Vosges in der Region Grand Est (bis 2015 Lothringen). Sie gehört zum Arrondissement Neufchâteau (bis 2024 Épinal) und ist Mitglied im Gemeindeverband Communauté de communes de Mirecourt Dompaire.

## Geografie
Die 126 Einwohner (1. Januar 2022) zählende Gemeinde liegt etwa acht Kilometer südlich von Charmes.

## Bevölkerungsentwicklung
| Jahr      | 1793 | 1896 | 1954 | 1982 | 1990 | 1999 | 2006 | 2014 |
| Einwohner | 142  | 154  | 95   | 53   | 73   | 74   | 71   | 99   |

## Sehenswürdigkeiten

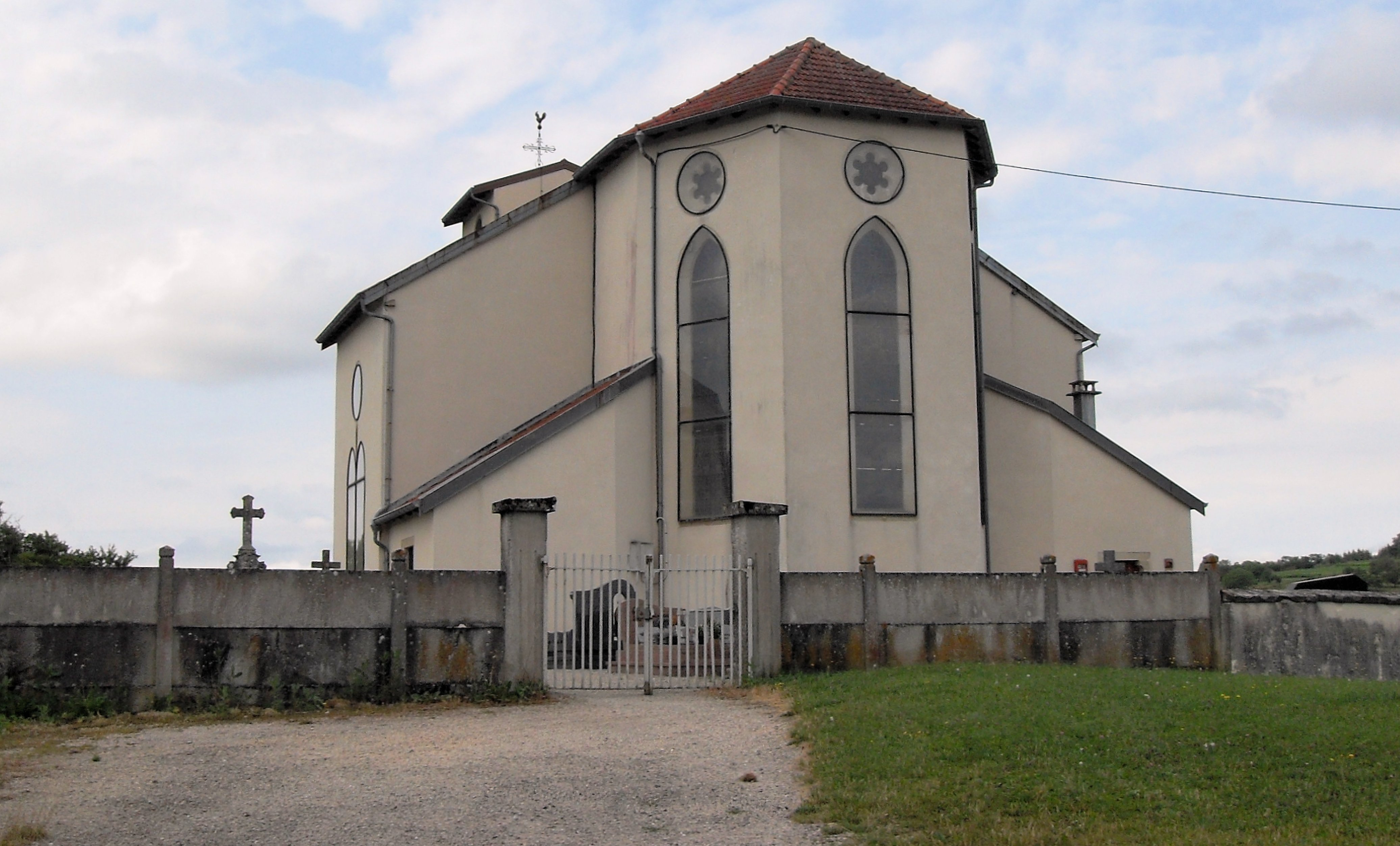
Kirche St. Martin

- Kirche Saint-Martin